# 孝義廳
孝義廳是清代陝西西安府下轄的一個散廳，乾隆四十七年，析咸寧縣、藍田縣、鎮安縣三縣地置，設同知駐孝義川。嘉慶七年移駐舊縣關。即今柞水縣。